# Лінійні крейсери класу «Адмірал»
Лінійні крейсери типу «Адмірал» мали бути типом із чотирьох лінійних крейсерів Британського Королівського флоту. Будувалися наприкінці Першої світової війни. Їхня конструкція спочатку була вдосконаленою версією типу «Квін Елізабет», але була перероблена в лінійний крейсер після того, як адмірал Джон Джелліко, командувач Великим флотом, визначив незначну потребу в додаткових лінкорах. Натомість було закладено німецькі лінійні крейсери, які мали кращі характеристики за лінійні крейсери Великого флоту, включаючи ті, що знаходилися у процесі будівництва (типи «Рінаун» та «Корейджес»). Тому початковий проект був переглянутий, щоб протистояти їм. 
Кораблі типу мали носити імена «Гуд», «Енсон», «Хау» та «Родні» — всі імена на чесчть відомих адміралів, — але будівництво  трьох кораблів були призупинено, оскільки матеріали та робоча сила, необхідні для їх завершення, були потрібні для будівництва торговельних суден та ескортних кораблів, що мало вищий пріоритет через підводну війну. Їх проєкти були оновлені, щоб включити уроки Ютландської битви, але Адміралтейство зрештою вирішило, що краще почати конструювання заново.Тому будівництво решти крейсерів було скасовані в 1919 році. Через угоди про обмеження озброєнь міжвоєнного періоду лінійні крейсери більше не будувалися. 
«Гуд», будівництво якого суттєво просунулося,  був завершений у 1920 році і одразу став флагманом ескадри лінійних крейсерів Атлантичного флоту. 

## Представники
| Назва               | Будівництво                     | Закладений            | Спущений на воду                                                        | Вступив у стрій                                                         | Доля                                                                    |
| ------------------- | ------------------------------- | --------------------- | ----------------------------------------------------------------------- | ----------------------------------------------------------------------- | ----------------------------------------------------------------------- |
| «Гуд» HMS Hood (51) | John Brown & Company, Клайдбанк | 1 вересня 1916 року   | 22 серпня 1918 року                                                     | 15 травня 1920 року                                                     | потоплений 24 травня 1941 року під час бою у Данській протоці           |
| Ансон HMS Anson     | Armstrong Whitworth, Ельсвік    | 9 листопада 1916 року | будівництво припинене 9 травня 1917 року, скасоване 27 лютого 1919 року | будівництво припинене 9 травня 1917 року, скасоване 27 лютого 1919 року | будівництво припинене 9 травня 1917 року, скасоване 27 лютого 1919 року |
| Хау HMS Howe        | Cammell Laird, Беркенгед        | 16 жовтня 1916 року   | будівництво припинене 9 травня 1917 року, скасоване 27 лютого 1919 року | будівництво припинене 9 травня 1917 року, скасоване 27 лютого 1919 року | будівництво припинене 9 травня 1917 року, скасоване 27 лютого 1919 року |
| Родні HMS Rodney    | Fairfield, Говань               | 8 жовтня 1916 року    | будівництво припинене 9 травня 1917 року, скасоване 27 лютого 1919 року | будівництво припинене 9 травня 1917 року, скасоване 27 лютого 1919 року | будівництво припинене 9 травня 1917 року, скасоване 27 лютого 1919 року |